# Вја Индустрија II (Леко)
Вја Индустрија II је насеље у Италији у округу Леко, региону Ломбардија.
Према процени из 2011. у насељу је живело 36 становника. Насеље се налази на надморској висини од 263 м.